# Église Saint-Pierre-et-Saint-Paul de Bački Monoštor
Pour les articles homonymes, voir Église Saint-Pierre-et-Saint-Paul.
L'église Saint-Pierre-et-Saint-Paul de Bački Monoštor (en serbe cyrillique : Римокатоличка црква Светих Петра и Павла у Бачком Моноштору ; en serbe latin : Rimokatolička crkva Svetih Petra i Pavla u Bačkom Monoštoru) est une église catholique située à Bački Monoštor, dans la province de Voïvodine, sur le territoire de la ville de Sombor et dans le district de Bačka occidentale, en Serbie. Elle est inscrite sur la liste des monuments culturels de grande importance de la république de Serbie (identifiant no SK 1170).

## Présentation
L'église a été construite en 1752 à l'emplacement d'un ancien édifice en bois ; puis elle a été rénovée en 1806,.
Longue de 48 m et large de 23 m, elle a été conçue comme un bâtiment monumental à trois nefs ; les deux absides qui jouxtent l'autel sont polygonales à l'intérieur et demi-circulaires à l'extérieur. La façade occidentale est dominée par un clocher haut de 42 m, flanqué de volutes massives ; les autres façades sont dépourvues de décoration.
Seules des colonnes massives rythment l'espace intérieur. L'église abrite des œuvres diverses de la fin du XVIIIe siècle et du début du XIXe siècle, réalisées par des auteurs inconnus. Une peinture de l'autel latéral représente Saint Martin ; elle est signée par Ilija Lončarević et date de 1812.
Des travaux de restauration ont été effectués sur l'édifice en 1977 et 1990.